# Léonard de Hodémont
Léonard de Hodémont (1575 – Liegi, 1639) è stato un musicista e compositore belga.

## Biografia
Nato presumibilmente a Hodimont, presso Verviers, visse sempre a Liegi. Dopo i primi studi musicali nella scuola della Cattedrale di Saint Lambert a Liegi dove era stato cantore, nel 1595 continuò a studiare presso l'Università di Lovanio. Nel 1610 fu succentore nella chiesa di S. Pietro di Liegi, quindi Maestro di Cappella della Cattedrale dal 1616 al 1633, nonché Maestro di canto in S. Lamberto dal 1619.

## Opere
Compose opere sacre e profane, per mezzo delle quali diffuse nella regione le innovazioni e le tendenze della musica italiana. Il suo stile influenzò molti suoi contemporanei e allievi, in particolare Henry Du Mont de Thier.
- "Armonica recreatione", raccolta di villanelle a 3 voci e basso continuo. Anversa, 1625-1640.
- "Salve Regina. Grand Livre de Chœur de Saint lambert"
- 3  "Ecce panis angelorum", nel 2° libro dei Cori della Cattedrale. Liegi.
- 14 "Librorum antiphonarum de Sancti lamberti", Liegi, 1629.
- "Sacri concertus", mottetti. Liegi, 1630.
- Composizioni sacre varie, i cui manoscritti sono conservati a Looz e al Conservatorio di Liegi.